# غوان الأنديز
غوان الأنديز (الاسم العلمي: Penelope montagnii) هو نوع من الطيور يتبع جنس الغوان بنيلوب من فصيلة القرازية.